# Tramway standard suisse

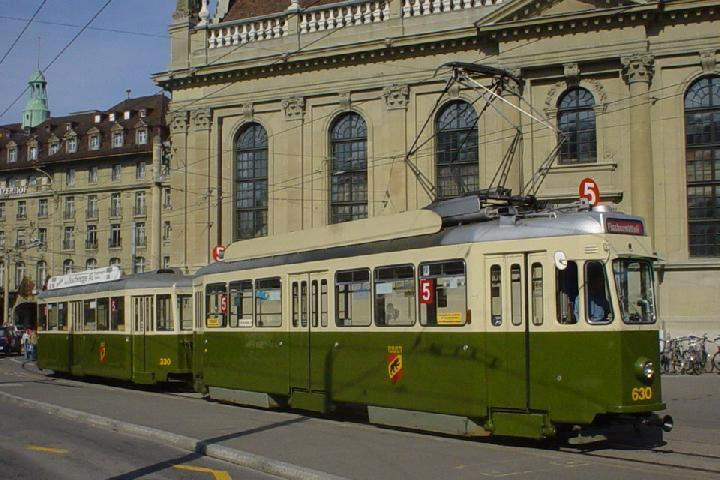
Motrice et remorque livrées à Berne

Le tramway standard suisse est un véhicule de tramway construit en Suisse à partir de 1940 et livré aux réseaux de Genève, Berne, Bâle, Lucerne, Neuchâtel et Zurich.

## Historique

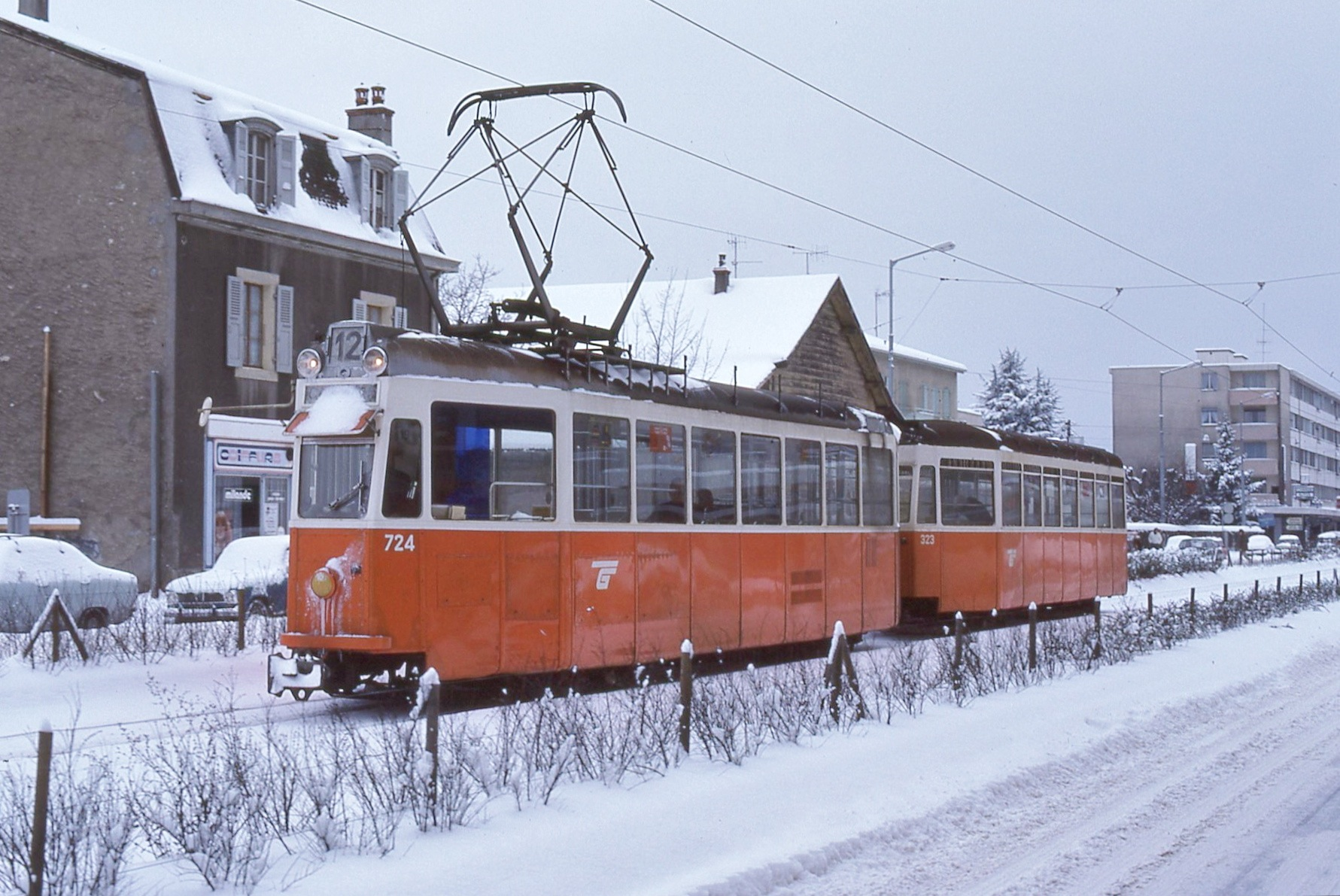
Rame de Genève

Le tramway standard suisse est construit pour assurer un transport de grande capacité et remplacer les anciens véhicules devenus inadaptés. Le projet concerne les motrices et remorques à bogies, capables de circuler sur tous les réseaux de tramways en Suisse. Les véhicules correspondent à la norme de 1944, définie par l'association suisse des entreprises de transport.
La construction fait appel à des techniques nouvelles. La structure de la caisse est entièrement métallique, le revêtement en aluminium. 
Les véhicules sont montés sur bogies et unidirectionnels avec des portes ouvrantes sur une face seulement. 
Ils correspondent à trois types:
- Type Ia: motrice légère conçue pour circuler sans remorque, unidirectionnelle
- Type Ib: motrice lourde conçue pour circuler avec remorque, unidirectionnelle
- Type II: motrice légère conçue pour circuler sans remorque, réversible, caisse courte,
- Type A : motrice légère conçue pour circuler avec remorque, unidirectionnelle

## Les véhicules produits

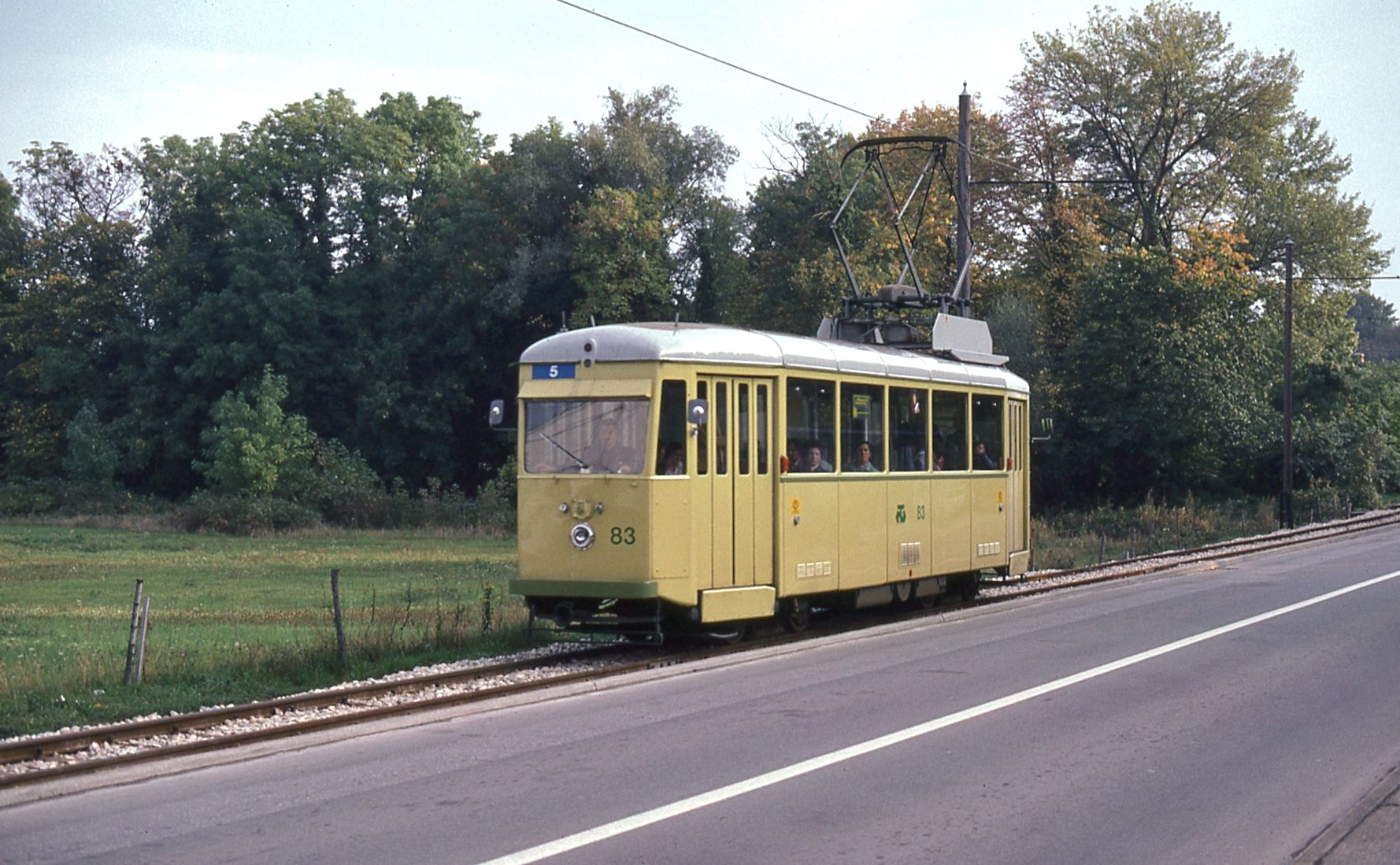
Motrice type II, livrée à Neuchatel

La première motrice est livrée à Zurich, en 1940. 
En 1944, 
cinq motrices sont livrées au réseau des Tramways de Berne, N° 171-175.
vingt motrices sont livrées au réseau des Tramways de Zurich, N° 1351 à 1370
En 1947, 
dix  motrices sont livrées à Berne, N° 101 à 115
vingt-deux  motrices sont livrées à Bâle, N° 401 à 422
dix  motrices sont livrées à Lucerne, N° 101 à 110
En 1947,
trois motrices à Neuchâtel, N° 81 à 83, une d'entre elles est essayée sur le réseau des Tramways de Schaffhouse.
Entre 1947 et 1954, 
quarante cinq motrices sont livrées à Zurich, N° 1371 à 1415
En 1949, 
cinquante motrices sont livrées à Zurich, N° 1501 à 1550
En 1950
trente motrices sont livrées à Bâle, N° 423 à 452
En 1950
trente motrices sont livrées à Genève, N° 701 à 730
En 1952
trois motrices sont livrées à Bâle, N° 601 à 603
En 1958
quatre motrices sont livrées à Bâle, N° 453 à 456
En 1959-60
quinze motrices sont livrées à Zurich, N° 1416 à 1430.
En 1960
dix  motrices sont livrées à Berne, N° 121 à 130

## Tramway standard suisse à l'étranger
Les véhicules d'occasion ont été vendus à l'étranger: 
- 1995: dix-huit motrices et remorques de Zurich au Tramway de Pyongyang, Corée du Nord
- 2003 et 2004: neuf motrices de Berne au Tramway d'Iași, Roumanie

Des remorques se trouvent également en Serbie au Tramway de Belgrade et en Ukraine au Tramway de Vinnytsia.